# Alan Rickman
Pour les articles homonymes, voir Rickman.
Alan Rickman (prononcé : /ˈælən ˈɹɪkmæn/), né le 21 février 1946 à Londres et mort le 14 janvier 2016 dans la même ville, est un acteur, réalisateur et metteur en scène britannique.
Ancien membre de la Royal Shakespeare Company, il se fait connaître au théâtre pour son rôle du vicomte de Valmont dans Les Liaisons dangereuses (1985). Il rencontre le succès au cinéma dès Piège de cristal en 1988, mais sa notoriété mondiale est principalement due à son interprétation de l'énigmatique professeur Rogue dans la saga Harry Potter, de 2001 à 2011. Il est également connu pour ses rôles de premier plan comme le shérif de Nottingham dans Robin des Bois, prince des voleurs (1991), le colonel Brandon dans Raison et Sentiments d'Ang Lee (1995), ou encore Harry dans Love Actually face à Emma Thompson.
Du côté de la réalisation, il signe en 1997 le film L'Invitée de l'hiver, après avoir mis en scène la pièce de théâtre du même nom, et réitère en 2014 avec Les Jardins du roi. En parallèle de sa carrière cinématographique, il apparaît dans de nombreuses productions théâtrales et devient metteur en scène, dans le West End de Londres comme à Broadway.
Sa voix constitue un cas unique dans le paysage cinématographique contemporain,,. Décrite par l'actrice Helen Mirren comme « [une voix] qui suggère à la fois la douceur du miel et la lame dissimulée d'un stiletto », elle a été reconnue comme l'une des plus parfaites du répertoire humain, regroupant un mélange de ton, de vitesse, de fréquence et d'intonation « idéaux »,.
Sa dernière participation à un film fut celle de la voix originale de la Chenille (ou Absolem) dans Alice de l'autre côté du miroir. Le quotidien britannique The Guardian a mentionné Alan Rickman parmi les grands acteurs n'ayant jamais été cités pour un Oscar, bien qu'il ait remporté nombre de récompenses du cinéma au cours de sa carrière.

## Biographie

### Enfance
Alan Sidney Patrick Rickman est né le 21 février 1946 dans le quartier de Hammersmith à Londres d'une famille modeste, d'un père irlandais, Bernard Rickman et d'une mère galloise, Margaret Doreen Rose, née Bartlett. Son père était ouvrier d'usine et sa mère, femme au foyer. Il est le deuxième d'une famille de quatre enfants : David Rickman né en 1944, graphiste, Michael né en 1947, entraîneur de tennis, et Sheila Innes, une chercheuse clinique née en 1949. Son père meurt d'un cancer du poumon alors qu'il n'a que huit ans. Sa mère, également chanteuse soprano, travaille dur pour subvenir aux besoins de ses enfants : « C'était une tigresse ; elle pouvait tout faire. », a déclaré plus tard Alan Rickman. Elle meurt en 1997.
Grâce aux très bons résultats qu'il obtient à la Derwentwater Primary School, où il est scolarisé depuis ses 5 ans, Alan Rickman se voit attribuer à 11 ans une bourse pour rejoindre l'école Latymer Upper School, où il étudiera jusqu'à ses 18 ans,. L'établissement entretient un enseignement progressif et une forte tradition du théâtre, l'initiant au jeu d'acteur durant sa scolarité. Il obtient son tout premier rôle à l'âge de 7 ans dans la pièce King Grizzli Bear, pour laquelle sa mère lui confectionne une fausse barbe en lui scotchant sur le menton un morceau de tissu.
Lorsqu'il est enfant, il souffre de problèmes d'élocution : sa mâchoire inférieure est alors très étroite, rendant sa prononciation indistincte et étouffée. Cette mâchoire inférieure lui donne par la suite une voix très reconnaissable.

### Formation et début de carrière au théâtre
Malgré un réel intérêt pour l'art dramatique (il joue dans de nombreuses pièces dans le cadre de ses études secondaires), il poursuit une formation de graphiste au Chelsea College of Art and Design entre 1965 et 1968. Il continue ses études au Royal College of Art pendant un an avant de le quitter pour fonder, avec d'autres jeunes étudiants, une société de graphisme : Grafiti, dont il est le directeur artistique.
Alan saute le pas à l'âge de 25 ans en demandant une audition auprès de la Royal Academy of Dramatic Art. Il auditionne deux fois un extrait de Richard III de William Shakespeare avant d'obtenir une bourse pour y entrer. Sorti diplômé, il fréquente plusieurs troupes professionnelles et s'essaye à la comédie musicale en 1975 avec le Haymarket Theatre de Leicester.
En 1978, Alan rejoint la troupe de la Royal Shakespeare Company. Insatisfait, il la critique en 1998, car, d'après lui, elle aurait négligé de jeunes talents.

### Années 1980: vers le succès au théâtre puis au cinéma
En 1985, Alan se joint à nouveau à la Royal Shakespeare Company. Dans l'adaptation théâtrale des Liaisons dangereuses, Alan interprète l'infâme Vicomte de Valmont. La pièce est acclamée à Londres puis s'exporte avec succès à Broadway, New York.
L'équipe de production du film d'action américain Piège de cristal (Die Hard) le découvre sur les planches et lui donne son premier rôle au cinéma, aux côtés de Bruce Willis ; il a alors 41 ans. Il y campe le rôle du terroriste Hans Gruber et sa prestation lui permet de se glisser à la 46e place du classement des 100 plus grands méchants de tous les temps de l'American Film Institute. Lors du tournage, le réalisateur John McTiernan demanda à Alan Rickman s'il voulait bien réaliser lui-même la cascade nécessaire à la dernière scène de son personnage (Hans Gruber y est filmé chutant d'une tour). En effet, la scène nécessitait de tomber d'une hauteur de 12 mètres et de dos, ce qui était dangereux puisque les cascadeurs doivent voir où ils se réceptionnent lors d'une cascade. Alan Rickman accepta de réaliser cette scène, en s'entraînant à tomber d'une hauteur de plus en plus grande.

### Années 1990: exploration de nombreux registres cinématographiques
Bien qu'il obtînt plusieurs seconds rôles après ce succès, sa carrière passa quelques années dans le calme jusqu'à ce que sa prestation du shérif de Nottingham dans Robin des Bois, prince des voleurs lui rapporte le BAFTA Award du meilleur acteur dans un rôle secondaire en 1991. Il refusa dans Robin des Bois, prince des voleurs le rôle du Shérif de Notthingham à deux reprises. Il finit cependant par accepter lorsqu'il fut assuré qu'il aurait carte blanche pour l'interprétation du personnage.
Grâce à ses succès cinématographiques, il est approché en 1995 pour participer à la distribution de Raison et Sentiments, un film réalisé par Ang Lee et directement inspiré du roman de Jane Austen. La distribution de ce film mettait en vedette quelques-uns des plus grands acteurs britanniques comme Hugh Grant, Emma Thompson et Kate Winslet. Son interprétation du colonel Brandon lui permit d'éviter d'être strictement catalogué dans les rôles sombres, et il put ainsi explorer plusieurs autres rôles dont celui d'un policier dans le film Judas Kiss, d'un acteur de série Z dans Galaxy Quest, d'un mari à tendance infidèle dans Love Actually et même celui d'un coiffeur dans Coup de peigne.
Il a pris des cours de violoncelle pour les besoins de Truly Madly Deeply. Dans les scènes où l'on voit son personnage jouer, la main qui tient l'archet est la sienne, l'autre étant celle d'un vrai violoncelliste, qui se tenait derrière lui.
Richard Curtis voulait qu'Alan Rickman tienne le rôle de Charles dans Quatre mariages et un enterrement. Le rôle revint finalement à Hugh Grant.
Il s'est essayé à la réalisation en 1997 avec L'Invitée de l'hiver, adaptation de la pièce de théâtre du même nom, qu'il avait déjà mise en scène en 1995.
Il est aussi le Maître de cérémonie de Tubular Bells II publié en 1992. Il égrène la liste des instruments sur le morceau principal The Bell.

### Années 2000: accès à une renommée internationale

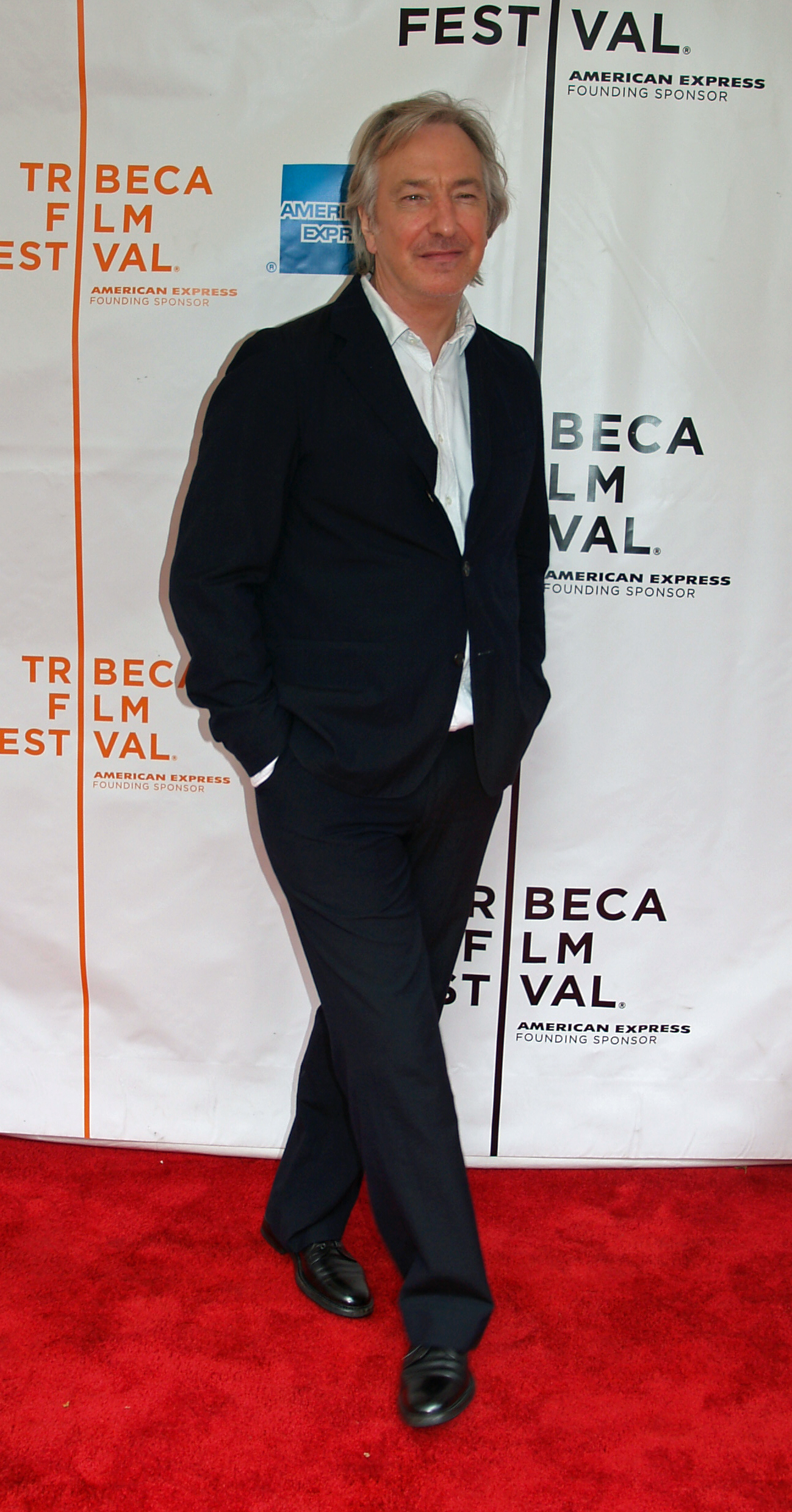
Alan Rickman au Festival du film de TriBeCa en avril 2007.

Pour la première fois depuis 1986, il joue de 2001 à 2002 dans une pièce qui s'exporte à Broadway après avoir été jouée d'abord au Noel Coward Theatre puis dans le West End à Londres : Private Lives. Cette nouvelle production de la célèbre comédie de 1930 le fait retrouver Lindsay Duncan sur les planches. Ils remportent le Variety Club Award et le TheatreGoer's Choice Award pour "meilleure performance dans une pièce de théâtre".
La popularité d'Alan Rickman s'accroît encore davantage à partir de 2001, grâce à son rôle de Severus Rogue, professeur de potions dans la saga Harry Potter. Un personnage sarcastique, froid et ambigu qui, au fil de l'histoire, prend de plus en plus d'importance. C'est un personnage phare et finalement apprécié des fans de la saga.
Il s'est vu proposer le rôle de Severus Rogue dans l'adaptation de Harry Potter à l'école des sorciers après que Tim Roth a décliné l'offre pour jouer dans La Planète des singes. Cependant, Alan Rickman était le premier choix de J. K. Rowling, l'auteure des romans.
Malgré son succès au cinéma, Alan Rickman ne néglige pas pour autant le théâtre et obtient un fort succès en 2005 et 2006 pour la direction de la pièce My name is Rachel Corrie et devient, en 2003, le vice-président de la Royal Academy of Dramatic Art.
Il prête sa voix à Marvin, le robot dépressif, dans le film sorti en 2005 H2G2 : Le Guide du voyageur galactique.
En 2007, il incarne le juge Turpin dans Sweeney Todd : Le Diabolique Barbier de Fleet Street de Tim Burton, aux côtés de Johnny Depp et Helena Bonham Carter, puis se joint de nouveau à Burton pour Alice au pays des merveilles, en 2009, tout en continuant d'interpréter son rôle de Severus Rogue dans la saga Harry Potter auquel il est attaché et dont le tournage s'est achevé pour lui en avril 2010.
Il joue ensuite dans Snow Cake aux côtés de Sigourney Weaver en mère autiste, en 2006.
Angela Pell, la scénariste de Snow Cake, a écrit le rôle d'Alex Hughes en ayant à l'esprit Alan Rickman. D'ailleurs, sur le script d'origine, le personnage s'appelait Alan. Il fut renommé Alex à la demande de Rickman.

### Années 2010: comédies et histoires d'amour engagées
Le succès se renforce lors de sa nouvelle pièce, John Gabriel Borkman, où il joue le personnage éponyme, en représentation d'octobre à novembre 2010, à Dublin, en Irlande, aux côtés de Fiona Shaw et Lindsay Duncan. La pièce de théâtre est ensuite jouée à la Brooklyn Academy of Music entre janvier et février 2011.
De novembre 2011 au 1er avril 2012, il retourne à Broadway, au John Golden Theatre, pour la première fois depuis Private Lives pour Seminar, une pièce mise en scène par Sam Gold et écrite par Theresa Rebeck (en), amie de longue date d'Alan Rickman dont il corrige souvent les textes. La pièce raconte les péripéties de quatre jeunes auteurs qui engagent un tuteur sénior pour les guider, et il leur dit la vérité sur leur travail avec une violence qu'ils ont du mal à accepter. Ces élèves sont incarnés par les jeunes comédiens Hamish Linklater, Jerry O'Connell, Lily Rabe et Hettienne Park, jeunes talents que Rickman dit adorer,,.
En 2013, il retrouve Colin Firth dans la comédie Gambit : Arnaque à l'anglaise où il tient le rôle d'un riche collectionneur exhibitionniste.

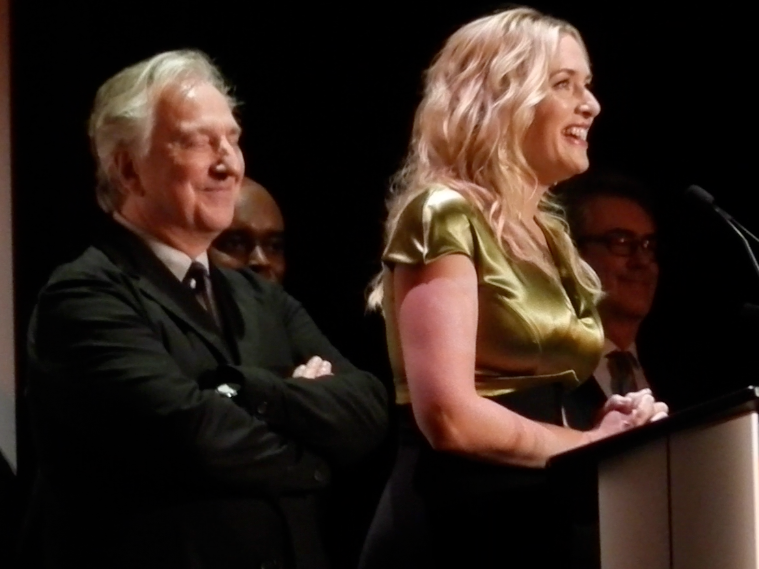
Alan Rickman et Kate Winslet au Festival international du film de Toronto en 2014.

En 2014, lors du Festival International du Film de Toronto, il présente le deuxième film qu'il a réalisé, Les Jardins Du Roi , A Little Chaos dans son titre original ("un peu de chaos"), avec Kate Winslet et Matthias Schoenaerts à l'affiche. Le film se déroule à Paris sous le règne de Louis XIV, qui charge son jardinier André le Nôtre de superviser la création des Jardins de Versailles. Le Nôtre choisit alors les plans de la protagoniste Sabine de Barra, ouvrière sans titre, pour aménager le Bosquet de la Salle-de-Bal. Cette réécriture féministe de l'Histoire par Alison Deegan, imaginant une femme prendre sa place au sein du milieu patriarcal de la cour royale a eu une réception controversée. Cependant, malgré ce contexte très précis, le réalisateur considère le film comme étant avant tout une histoire d'amour, questionnant le public sur la nature ambivalente des relations entre hommes et femmes au sein de sociétés parfois cruelles. En plus de réaliser le film, Alan Rickman incarne le roi pour des raisons de budget . C'est la première fois qu'il retrouve Kate Winslet au cinéma, après avoir joué avec elle dans Raisons et Sentiments où elle avait 19 ans.
En décembre 2014, il fait partie du jury international présidé par la comédienne Isabelle Huppert, lors du 14e Festival de Marrakech.
En 2015, il tourne son dernier film Eye in the Sky, où joue également son amie Helen Mirren. Ce thriller se penche sur les questions morales que pose l'utilisation de drônes contre le terrorisme au Sahel. Le film sort après la mort de l'acteur en 2016 et connaît un très grand succès.
Alice de l'autre côté du miroir, suite du premier opus de Tim Burton, sort en 2016 en rendant hommage à l'acteur qui y a enregistré la voix d'Absolem, la chenille devenue un papillon.

### Maladie et mort
À la fin du mois d'août 2015, il est victime d'un AVC mineur. Des examens médicaux lui révèlent peu après qu'il souffre d'un cancer du pancréas, qui entre en phase terminale au mois de décembre de la même année. Il apparaît en public une dernière fois le 7 décembre 2015 à Londres, lors d'une représentation d'une pièce de théâtre intitulée Hangmen.
Il meurt à Londres le 14 janvier 2016, entouré de sa famille et de ses proches, à l'âge de 69 ans. Il lègue par testament 100 000 £ à quatre associations britanniques dont il était proche, soit 25 000 £ chacune : la Royal Academy of Dramatic Art, Sponsored Arts for Education, Saving faces (the Facial Surgery Research Foundation) et l'International Performers Aid Trust. Il est incinéré et ses cendres sont remises à la famille.

### Vie privée
Alan Rickman se marie en 2012, à New York, avec sa compagne Rima Horton, femme politique et professeure d'économie. Ils s'étaient rencontrés en 1965 dans une troupe de théâtre amateur au Chelsea College of Art. Ce n'est qu'au début des années 1970 qu'ils sont devenus un couple, et c'est en 1977 qu'ils ont emménagé ensemble. Ils n'ont pas eu d'enfant.

## Théâtre
« Au théâtre, vous pouvez vous montrer tel que vous êtes réellement, ou bien vous dissimuler. Vous pouvez révéler des choses ou bien les taire. En conséquence, il arrive que chaque identité parmi le public découvre une vérité sur elle-même, ou ne la comprenne pas. Je pense que le rôle du comédien est de faire en sorte que le spectateur ne quitte pas le théâtre en pensant simplement : « C'était bien... où est la voiture ? » »

— Alan Rickman, 1992.

### Comédien
| Année     | Pièce                                                              | Rôle                                           | Troupe/Théâtre                                                                              |
| --------- | ------------------------------------------------------------------ | ---------------------------------------------- | ------------------------------------------------------------------------------------------- |
| 1957      | Coriolan de Shakespeare                                            | Volumnia                                       | Dans le cadre de la scolarité de Rickman en secondaire à Latymer Upper School (en), Londres |
| 1962      | Serjeant Musgrave's Dance (en) de John Arden                       | Annie the barmaid                              | Dans le cadre de la scolarité de Rickman en secondaire à Latymer Upper School (en), Londres |
| 1963      | Le cercle de craie caucasien de Bertolt Brecht                     | Grusha                                         | Dans le cadre de la scolarité de Rickman en secondaire à Latymer Upper School (en), Londres |
| 1963      | The Knight of the Burning Pestle (en) de Francis Beaumont          | Humphrey                                       | Dans le cadre de la scolarité de Rickman en secondaire à Latymer Upper School (en), Londres |
| 1963      | Ali Baba & The 7 Dwarves                                           | Sixth Wife of Ali Baba                         | Dans le cadre de la scolarité de Rickman en secondaire à Latymer Upper School (en), Londres |
| 1964      | Cloud Over the Morning de T.B. Morris                              | Grikos                                         | Dans le cadre de la scolarité de Rickman en secondaire à Latymer Upper School (en), Londres |
| 1964      | The Alchemist de Ben Jonson                                        | Sir Epicure Mammon                             | Dans le cadre de la scolarité de Rickman en secondaire à Latymer Upper School (en), Londres |
| 1964      | Portrait Of Scythop                                                |                                                | Dans le cadre de la scolarité de Rickman en secondaire à Latymer Upper School (en), Londres |
| 1965      | Night Must Fall de Emlyn Williams                                  | Danny                                          | Brook Green Players                                                                         |
| 1971      | BackBone de Michael Rosen                                          | Malcolm Levin                                  |                                                                                             |
| 1973      | Oncle Vania d'Anton Tchekhov                                       | Vanya                                          | Royal Academy of Dramatic Art - Vanburgh Theatre Club                                       |
| 1973      | Ghosts d'Henrik Ibsen                                              | Pastor Manders                                 | Royal Academy of Dramatic Art - Vanburgh Theatre Club                                       |
| 1973      | Lower Depths de Maxim Gorky                                        | Krivoy Zob                                     | Royal Academy of Dramatic Art - Vanburgh Theatre Club                                       |
| 1974      | Little Mary Sunshine de Rick Besoyan                               | Captain Warrington                             | Royal Academy of Dramatic Art - Vanburgh Theatre Club                                       |
| 1974      | Man and Superman de George Bernard Shaw                            | Roebuck Ramsden                                | Royal Academy of Dramatic Art - Vanburgh Theatre Club                                       |
| 1974      | Mesure pour mesure de Shakespeare                                  | Angelo                                         | Royal Academy of Dramatic Art - Vanburgh Theatre Club                                       |
| 1974      | Babes in the Woods de Henry James Byron (en)                       | Chorus                                         | Library Theatre Company, Manchester                                                         |
| 1974      | Lock Up Your Daughters de Bernard Miles                            | Dabble                                         | Library Theatre Company, Manchester                                                         |
| 1975      | There’s a girl in my Soup de Terence Frisby (en)                   | Andrew Hunter                                  | Library Theatre Company, Manchester                                                         |
| 1975      | Saint Joan de George Bernard Shaw                                  | The Inquisitor and The Constable of France     | Library Theatre Company, Manchester                                                         |
| 1975      | Romeo and Juliet de Shakespeare                                    | Paris                                          | Haymarket Theater (en), Leicester                                                           |
| 1975      | Guys and Dolls                                                     | Un pickpocket and Liverlips Louie              | Haymarket Theater (en), Leicester                                                           |
| 1975      | Joseph and the Amazing Technicolor Dreamcoat                       | Asher                                          | Haymarket Theater (en), Leicester                                                           |
| 1976      | The Antique Baby de Jennifer Phillips                              |                                                | Haymarket Theater (en), Leicester                                                           |
| 1976      | Nijinsky                                                           | Vaslav Nijinski                                | Crucible Theatre, Sheffield                                                                 |
| 1976      | The Carnation Gang de Stephen Poliakoff                            | Daniel                                         | Crucible Theatre, Sheffield                                                                 |
| 1976      | When We dead Awaken de Henrik Ibsen                                | Rubek                                          | Crucible Theatre, Sheffield                                                                 |
| 1976      | As You Like It de Shakespeare                                      | Jaques                                         | Crucible Theatre, Sheffield                                                                 |
| 1976      | Gunslinger de Richard Chane                                        | Little Thunder, a Rancher and Chief Black Moon | Phoenix Theatre, Leicester                                                                  |
| 1976      | Sherlock Holmes                                                    | Sherlock Holmes                                | Birmingham Rep, Birmingham                                                                  |
| 1976      | Dick Whittington                                                   | King Rat                                       | Bristol Old Vic, Bristol                                                                    |
| 1976      | Measure for Measure de Shakespeare                                 | Friar Peter                                    | Birmingham Rep, Birmingham.                                                                 |
| 1976      | The Devil is an Ass de Benjamin Jonson                             | Wittipol                                       | Birmingham Rep, Birmingham.                                                                 |
| 1977      | Hamlet de Shakespeare                                              | Laertes                                        | Bristol Old Vic, Bristol                                                                    |
| 1977      | Ubu Rex de Alfred Jarry                                            | Ma Ubu                                         | Bristol Old Vic, Bristol                                                                    |
| 1977      | Man is Man de Bertolt Brecht                                       | Uriah Shelly                                   | Bristol Old Vic, Bristol                                                                    |
| 1978      | The Tempest de Shakespeare                                         | Ferdinand                                      | Royal Shakespeare Company                                                                   |
| 1978      | Captain Swing de Peter Whelan                                      | Farquarson                                     | Royal Shakespeare Company                                                                   |
| 1978      | Antony and Cleopatra de Shakespeare                                | Thidias/Alexas                                 | Royal Shakespeare Company                                                                   |
| 1979      | Love’s Labour’s Lost de Shakespeare                                | Boyet                                          | Royal Shakespeare Company                                                                   |
| 1979      | Antonio                                                            | Antonio                                        | Nottingham Playhouse, Nottingham                                                            |
| 1979      | Fears and Miseries of the Third Reich de Bertolt Brecht            | Le Juge (et six autres rôles)                  | Citizens Theatre, Glasgow                                                                   |
| 1980      | Commitments de Dusty Hughes                                        | Hugh                                           | Bush Theatre, Londres                                                                       |
| 1980      | The Summer Party                                                   | Nigel                                          | Crucible Theatre, Sheffield                                                                 |
| 1980      | The Devil Himself                                                  |                                                | Lyric Hammersmith, Londres                                                                  |
| 1981      | Philadelphia Story de Philip Barry                                 | Mike Connor                                    | Oxford Playhouse, Oxford                                                                    |
| 1981      | The Brothers Karamazov de Richard Crane                            | Ivan                                           | Theatre Royal, Brighton                                                                     |
| 1981      | The Seagull d'Anton Tchekhov                                       | Trigorin                                       | Royal Court Theatre, Londres                                                                |
| 1983      | The Grass Widow                                                    | Dennis                                         | Royal Court Theatre, Londres                                                                |
| 1984      | The Lucky Chance de Aphra Behn                                     | Gayman                                         | Royal Court Theatre, Londres                                                                |
| 1985      | Troïlus et Cressida de Shakespeare                                 | Achilles                                       | Royal Shakespeare Company                                                                   |
| 1985      | Gone to Heaven (Back Soon) de Geraldine Griffiths and Peta Masters |                                                | Royal Shakespeare Company                                                                   |
| 1985      | As You Like It de Shakespeare                                      | Jaques                                         | Royal Shakespeare Company                                                                   |
| 1985-1987 | Les Liaisons dangereuses de Christopher Hampton                    | Le Vicomte de Valmont                          | Royal Shakespeare Company                                                                   |
| 1986      | Mephisto de Ariane Mnouchkine                                      | Hendrik Hofgen                                 | Royal Shakespeare Company                                                                   |
| 1988      | The Peace of Brest-Litovsk de Mikhail Shatrov                      | Traduction simultanée                          | Lyric Hammersmith, Londres                                                                  |
| 1991      | Tango at the end of the winter de Kunio Shimizu                    | Kiyomura Sei                                   | Festival d'Édimbourg, King's Theatre, Édimbourg                                             |
| 1992      | Hamlet de Shakespeare                                              | Hamlet                                         | Riverside Studios, Londres                                                                  |
| 1998      | Antoine et Cléopâtre de Shakespeare                                | Marc Antoine                                   | Royal National Theatre, Londres                                                             |
| 2001-2002 | Private Lives de Noël Coward                                       | Elyot Chase                                    | Albery Theatre, Londres Richard Rodgers Theatre, New York                                   |
| 2010-2011 | John Gabriel Borkman de Henrik Ibsen                               | John Gabriel Borkman                           | Abbey Theatre, Dublin Brooklyn Academy of Music, New York                                   |
| 2011-2012 | Seminar de Theresa Rebeck                                          | Leonard                                        | John Golden Theatre, New York                                                               |

### Metteur en scène
- 1980 : Desperately Yours[43] de Ruby Wax au Colonnades Theatre (New York)
- 1983 : Other Worlds de Robert Holman (en)[44] au Royal Court Theatre (Londres)
- 1986 : Live Wax[45] de Ruby Wax pour l'Edinburgh Festival Theatre
- 1992 : Wax Acts de Ruby Wax à Londres, puis en tournée
- 1995 : The Winter Guest[46] de Sharman Macdonald au West Yorkshire Playhouse (en) puis à l'Almeida Theatre (Londres)[47],[48]
- 2005 : My Name Is Rachel Corrie (en)[49] de Rachel Corrie[50], adapté par Katharine Viner et Alan Rickman au Royal Court Theatre et au Playhouse Theatre (Londres), puis au Minetta Lane Theatre (New York)[51],[52]
- 2010 : Creditors[53] d'August Strindberg (dans une traduction de David Greig) au Brooklyn Academy of Music (New York)[54]

## Filmographie

### Acteur

#### Cinéma

##### Longs métrages

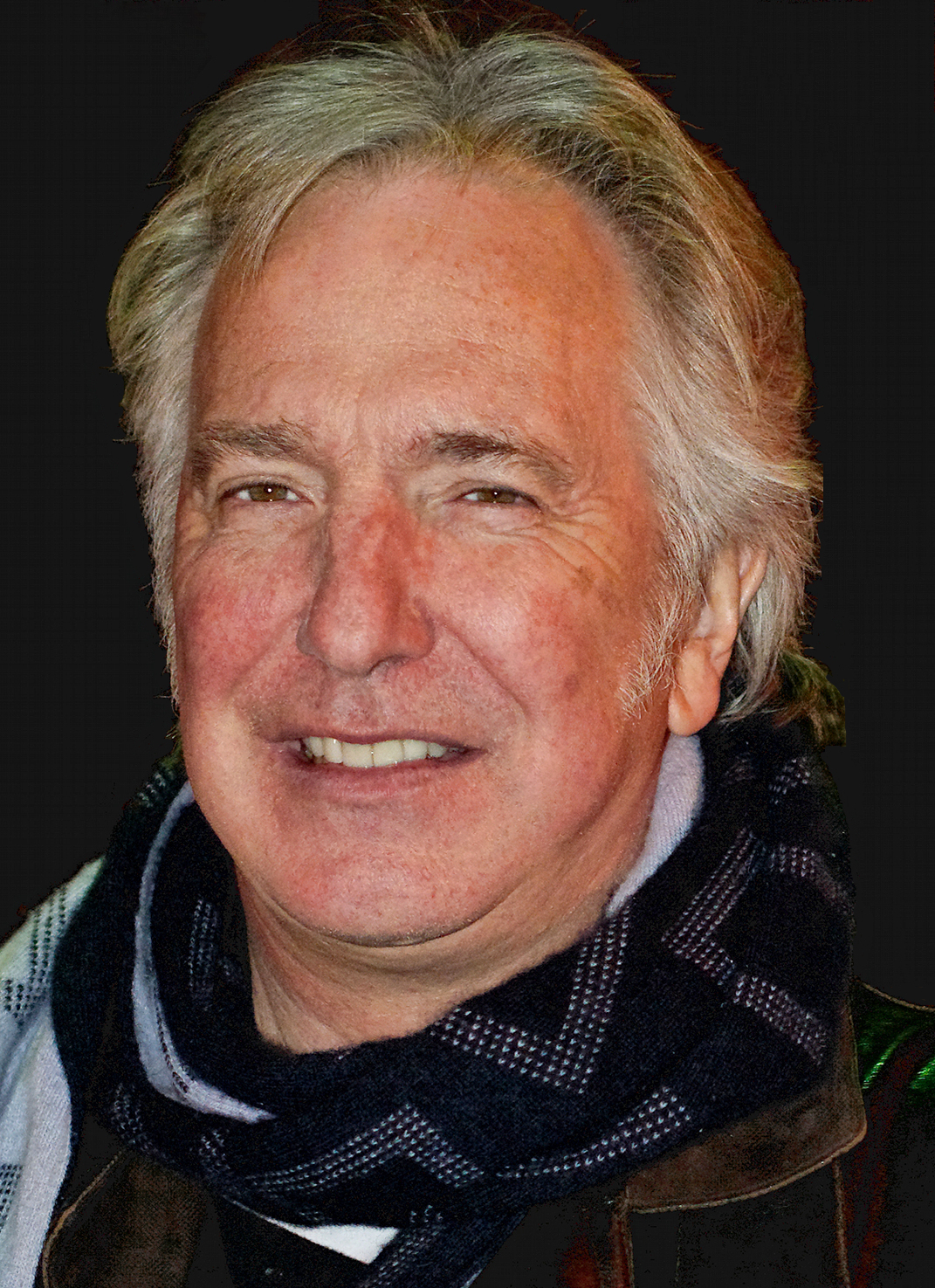
Alan Rickman en janvier 2011.

- 1988 : Piège de cristal (Die Hard) de John McTiernan : Hans Gruber
- 1989 : Calendrier meurtrier (January Man ) de Pat O'Connor : Ed
- 1990 : Mr Quigley l'Australien (Quigley Down Under) de Simon Wincer : Elliott Marston
- 1991 : Closet Land de Radha Bharadwaj : l'interrogateur
- 1991 : Truly Madly Deeply d'Anthony Minghella : Jamie
- 1991 : L'Amour tabou (Close my eyes) de Stephen Poliakoff : Sinclair
- 1991 : Robin des Bois, prince des voleurs (Robin Hood: Prince of Thieves) de Kevin Reynolds : le shérif de Nottingham
- 1992 : Bob Roberts de Tim Robbins : Lukas Hart III
- 1994 : Mesmer de Roger Spottiswoode : Franz-Anton Mesmer
- 1995 : An Awfully Big Adventure de Mike Newell : P.L. O'Hara
- 1995 : Raison et Sentiments (Sense and Sensibility) de Ang Lee : Colonel Brandon
- 1996 : Michael Collins de Neil Jordan : Éamon de Valera
- 1997 : L'Invitée de l'hiver (The Winter Guest) d'Alan Rickman : un homme dans la rue (caméo)
- 1998 : Judas Kiss de Sebastian Gutierrez : l'inspecteur David Friedman
- 1998 : Dark Harbor d'Adam Coleman Howard : David Weinberg
- 1999 : Dogma de Kevin Smith : Metatron
- 1999 : Galaxy Quest de Dean Parisot : Alexander Dane / Pr Lazarus
- 2000 : Gloups ! je suis un poisson (Hjaelp, jeg er en fisk) de Stefan Fjeldmark, Michael Hegner : Joe (voix)
- 2001 : Coup de peigne (Blow Dry) de Paddy Breathnach : Phil Allen
- 2001 : The Search for John Gissing de Mike Binder : John Gissing
- 2001 : Harry Potter à l'école des sorciers (Harry Potter and the Philosopher's Stone) de Chris Columbus : Severus Rogue
- 2002 : Harry Potter et la Chambre des secrets (Harry Potter and the Chamber of Secrets) de Chris Columbus : Severus Rogue
- 2003 : Love Actually de Richard Curtis : Harry
- 2004 : Harry Potter et le Prisonnier d'Azkaban (Harry Potter and the Prisoner of Azkaban) d'Alfonso Cuarón : Severus Rogue
- 2005 : Harry Potter et la Coupe de feu (Harry Potter and the Goblet of Fire) de Mike Newell : Severus Rogue
- 2005 : H2G2 : le Guide du voyageur galactique (The Hitchhiker’s Guide to the Galaxy) de Garth Jennings : Marvin (voix)
- 2006 : Snow Cake de Marc Evans : Alex Hugues
- 2006 : Le Parfum (Das Parfum : Die Geschichte eines Mörders) de Tom Tykwer : Antoine Richis
- 2007 : Nobel Son de Randall Miller : Eli Michaelson
- 2007 : Harry Potter et l'Ordre du Phénix (Harry Potter and the Order of the Phoenix) de David Yates : Severus Rogue
- 2007 : Sweeney Todd : Le Diabolique Barbier de Fleet Street (Sweeney Todd: The Demon Barber of Fleet Street) de Tim Burton : le juge Turpin
- 2008 : Bottle Shock de Randall Miller : Steven Spurrier
- 2009 : Harry Potter et le Prince de sang-mêlé (Harry Potter and the Half-Blood Prince) de David Yates : Severus Rogue
- 2010 : Alice au pays des merveilles (Alice in Wonderland) de Tim Burton : Absolem la chenille (voix)
- 2010 : Harry Potter et les Reliques de la Mort, partie 1 (Harry Potter and the Deathly Hallows) de David Yates : Severus Rogue
- 2011 : Harry Potter et les Reliques de la Mort, partie 2 (Harry Potter and the Deathly Hallows) de David Yates : Severus Rogue
- 2013 : Gambit : Arnaque à l'anglaise (Gambit) de Michael Hoffman : Lord Lionel Shabandar
- 2013 : Le Majordome (The Butler) de Lee Daniels : Ronald Reagan
- 2013 : CBGB de Randall Miller : Hilly Kristal
- 2014 : Une promesse de Patrice Leconte : Karl Hoffmeister
- 2014 : Les Jardins du roi (A Little Chaos) d'Alan Rickman : Louis XIV
- 2015 : Eye in the Sky de Gavin Hood : lieutenant général Frank Benson
- 2016 : Alice de l'autre côté du miroir (Alice Trough the Looking Glass) de James Bobin : Absolem la chenille (voix)

##### Courts métrages
- 2000 : Play d'Anthony Minghella (court métrage) : M
- 2011 : The Boy in the Bubble de Kealan O'Rourke (court métrage) : Narrateur[55].
- 2012 : Dust de Ben Ockrent et Jake Russell (court métrage) : Todd

#### Télévision
- 1978 : Romeo and Juliet d'Alvin Rakoff (téléfilm) : Tybalt
- 1980 : Thérèse Raquin de Simon Langton (mini-série) : Vidal[56]
- 1980 : Shelley d'Anthony Parker (série) : Clive (épisode 2x03 - Nowt So Queer[57])
- 1982 : Les Gens de Smiley (en) (Smiley's People) de Simon Langton (mini-série) : M. Brownlow (épisode 1x02[58])
- 1982 : The Barchester Chronicles (en) de David Giles (mini-série) : le révérend Obadiah Slope (parties 3 à 7[59])
- 1982 : Busted de Stephen Davis (téléfilm) : Simon Jacks[60]
- 1984 : Summer Season de Sarah Pia Anderson (en) (série) : le Chaplain Croop (épisode 1x08 - Pity in History[61])
- 1985 : Girls on Top de Simon Langton (série) : Dimitri (épisode 1x01 - Cancel Toast) et voix de RADA (épisode 1x04 - Four-Play)[62]
- 1989 : Screenplay (en) de Peter Barnes (en) (série) : Israël Yates (épisode 4x08 - Spirit of Man[63])
- 1989 : Revolutionary Witness de Jonathan Dent : Jacques Roux (The Preacher[64])
- 1989 : Theatre Night de Barry Davis : Colin (épisode 4x06 - Benefactors[65])
- 1993 : Fallen Angels d'Alfonso Cuarón (série) : Dwight Billings (épisode 1x05 - Murder Obliquely)
- 1996 : Raspoutine (Rasputin: Dark Servant of Destiny) d'Uli Edel (téléfilm) : Grigori Raspoutine
- 2000 : Victoria Woods with all the Trimming de John Birkin : Georges Fallon[66]
- 2001 : We Know Where You Live de Declan Lowney : Yorkshireman
- 2004 : La Création de Dieu (Something the Lord Made) de Joseph Sargent : Alfred Blalock
- 2010 : The Song of Lunch (en) de Niall MacCormick (en) : Lui

### Réalisateur
- 1997 : L'Invitée de l'hiver (The Winter Guest)
- 2014 : Les Jardins du roi (A Little Chaos)

### Clips musicaux
- 2000 : In Demand de Texas
- 2015 : Start a Family de Texas

## Publication
Alan Rickman commence à écrire un journal au début des années 1990, relatant son parcours professionnel et ses observations, avec l'intention de le publier. Il le tient à jour jusqu'à sa mort en 2016.
Intitulé Madly Deeply: The Diaries of Alan Rickman, le journal est publié au Royaume-Uni le 4 octobre 2022, aux éditions Canongate (en).
Il sort en français le 3 janvier 2024 sous le titre Le Journal d'Alan Rickman aux éditions Hachette Heroes.

## Distinctions

### Récompenses
- Festival international du film de Seattle 1991 : meilleur acteur pour Truly Madly Deeply et Close My Eyes
- Evening Standard British Film Awards 1992 : meilleur acteur pour Truly Madly Deeply, Close My Eyes et Robin des Bois, prince des voleurs
- London Film Critics Circle Awards 1992 : acteur britannique de l'année pour Truly Madly Deeply, Close My Eyes et Robin des Bois, prince des voleurs
- British Academy Film Awards 1992 : Meilleur acteur dans un second rôle pour Robin des Bois, prince des voleurs
- Festival des films du monde de Montréal 1994 : meilleur acteur pour Mesmer (1994).
- Golden Globes 1997 : Meilleur acteur dans un téléfilm pour Raspoutine (1996).
- Primetime Emmy Award 1997 : Meilleur acteur dans téléfilm pour Raspoutine (1996).
- Screen Actors Guild Awards 1997 : Meilleur acteur dans un téléfilm pour Raspoutine (1996).
- Satellite Awards 1997 : Meilleur acteur dans un téléfilm pour Raspoutine (1996).
- Festival international du film de Chicago 1997 : Lauréat du Prix Hugo d'or du meilleur film pour L'Invitée de l'hiver (1997).
- Festival International du Film Indépendant de Bruxelles 1997 : Lauréat du Prix du jury pour L'Invitée de l'hiver (1997).
- Mostra de Venise 1997 : Lauréat du Prix OCIC et 'CinemAvvenire' Award pour L'Invitée de l'hiver (1997).
- 2002 : Variety Club Awards du meilleur acteur dans une pièce de théâtre pour Private Lives (2001).
- 2002 : Theatregoer's Choice Awards du meilleur acteur dans une pièce de théâtre pour Private Lives (2001).
- 2008 : Festival international du film de Seattle du meilleur acteur dans une comédie dramatique pour Bottle Shock (2008).

### Nominations
- Tony Awards 1987 : Meilleur acteur dans une pièce pour Les Liaisons dangereuses (1986).
- 1987 : Drama Desk Awards du meilleur acteur dans une pièce pour Les Liaisons dangereuses (1986).
- Time Out 1991 : du meilleur acteur dans une pièce pour Tango at the end of Winter (1990).
- Saturn Awards 1992 : Meilleur acteur dans un second rôle pour Robin des Bois, prince des voleurs (1991).
- Chicago Film Critics Association Awards 1992 : Meilleur acteur dans un second rôle pour Robin des Bois, prince des voleurs (1991).
- 1992 : MTV Movie Awards du meilleur méchant pour Robin des Bois, prince des voleurs (1991).
- British Academy Film Awards 1992 : Meilleur acteur pour Truly, madly, deeply (1991).
- British Academy Film Awards 1996 : Meilleur acteur dans un second rôle pour Raison et sentiments (1995).
- Chlotrudis Awards 1996 : Meilleur acteur dans un second rôle pour Raison et sentiments (1995).
- British Academy Film Awards 1997 : Meilleur acteur dans un second rôle pour Michael Collins (1996).
- 1997 : Lions tchèques du meilleur film étranger pour L'Invitée de l'hiver (1995).
- Chlotrudis Awards 1998 : Meilleur réalisateur pour L'Invitée de l'hiver (1995).
- {Satellite Awards 2000 : Meilleur acteur dans un second rôle pour Dogma (1999).
- 1999 : Prix Hugo de la meilleure performance dramatique pour Galaxy Quest (1999).
- Saturn Awards 2000 : Meilleur acteur dans un second rôle pour Galaxy Quest (1999).
- 2001 : Evening Standard Awards du meilleur acteur dans une pièce de théâtre pour Private Lives (2001).
- Laurence Olivier Awards 2002 : meilleur acteur dans une pièce de théâtre pour Private Lives
- Tony Awards 2002 : Meilleur acteur dans une pièce pour Private Lives
- Primetime Emmy Awards 2004 : Meilleur acteur dans un téléfilm pour La Création de Dieu
- Phoenix Film Critics Society Awards 2004 : meilleure distribution  pour Love Actually et pour Harry Potter et la chambre des secrets
- Satellite Awards 2005 : Meilleur acteur dans un téléfilm pour La Création de Dieu
- Festival international du film de Seattle 2005 : meilleur acteur pour Snow Cake
- Saturn Awards 2008 : Meilleur acteur dans un second rôle pour Sweeney Todd : Le Diabolique Barbier de Fleet Street
- Critics' Choice Movie Awards 2008 : Meilleure distribution pour Sweeney Todd : Le Diabolique Barbier de Fleet Street
- Saturn Awards 2012 : Meilleur acteur dans un second rôle pour Harry Potter et les Reliques de la Mort, partie 2

## Voix francophones
Pour les versions françaises, Alan Rickman a été doublé le plus souvent par Claude Giraud, et notamment dans Michael Collins, les huit films Harry Potter et Sweeney Todd,,. Il a également été doublé à plusieurs reprises par Michel Papineschi entre 1990 et 2015 (Galaxy Quest, Le Parfum[pas clair], Les Jardins du roi et Eye in the Sky). Son personnage du shérif de Nottingham dans Robin des Bois, prince des voleurs a d'abord été doublé par Raymond Gérôme dans sa première version de 1991, puis par Daniel Beretta à partir de 2003. François Dunoyer double l'acteur dans Love Actually, tandis que Pascal Renwick est la voix de son personnage Hans Gruber dans Piège de cristal.
Au Québec, Alan Rickman est aussi doublé par différents comédiens. Les plus fréquents sont Daniel Picard pour la série Harry Potter et Jacques Lavallée notamment pour Dogme et Plaisirs glacés. Vincent Davy le double dans Robin des Bois.
- Versions françaises :
  - Claude Giraud : Michael Collins, série Harry Potter, Sweeney Todd.
  - Michel Papineschi : Galaxy Quest, Le Parfum, Les Jardins du roi, Eye in the Sky, etc.

- Versions québécoises :
  - Daniel Picard : série Harry Potter (huit films).
  - Jacques Lavallée : Dogme, Plaisirs glacés, etc.